# Aéroport d'Achgabat
Pour les articles homonymes, voir ASB.
L'aéroport d'Achgabat (code IATA : ASB • code OACI : UTAA), également connu sous les noms Ashkhabad, Achkhabad, Achagabat ou Ashgabat, est le seul aéroport international du Turkménistan. Il est situé approximativement à 10 kilomètres au nord-ouest de la capitale turkmène Achgabat. L'aéroport a ouvert en 1994 et porte le nom de l'ancien président du pays, Saparmyrat Nyýazow. Il est la propriété de l'état turkmène et exploité par ce dernier. En 2017, 250 476 passagers ont été transportés.
L'aéroport est constitué d'un unique hall d'arrivées et de départs. Trois pistes existent :
- 12L/30R, piste en béton de 3 800 m ;
- 12R/30L piste en béton de 2 989 m ;
- 11/29, piste en asphalte de 1 800 m.

## Situation
| \| 100 km1:14 016 000 \| Achgabat Daşoguz Kerki Balkanabat Garabogaz Mary Türkmenbaşy Türkmenabat |
| 100 km1:14 016 000                                                                                |

## Compagnies et destinations
Plusieurs compagnies aériennes desservent l'aéroport d'Ashgabat :

### Passager
| Compagnies              | Destinations |
| ----------------------- | --- |
| Belavia                 | En saison : Minsk |
| China Southern Airlines | Ürümqi-Diwopu |
| flydubai                | Dubaï |
| S7 Airlines             | Moscou-Domodédovo |
| Turkish Airlines        | Istanbul |
| Turkmenistan Airlines   | - Abou Dabi, - Almaty, - Amritsar-Guru-Ram-Das, - Ankara Esenboğa, - Balkanabat, - Bangkok-Suvarnabhumi, - Pékin-Capitale, - Daşoguz, - Delhi-Indira Gandhi, - Dubaï, - Istanbul, - Djeddah - Roi-Abdelaziz , - Kazan, - Kuala Lumpur, - Mary, - Minsk, - Moscou-Domodédovo, - Saint-Pétersbourg-Poulkovo, - Türkmenabat, - Türkmenbaşy(Krasnodovsk) |

Édité le 10/02/2020